# Liste des robots au cinéma
Le concept du robot proto-humanoïde dans une œuvre culturelle apparaît pour la première fois au cinéma en l'an 1900 dans le film de Georges Méliès ; Coppelia : La Poupée animée, court-métrage aujourd'hui disparu.
Voici leurs apparitions marquantes au fil des décennies, dans le « septième art ».

## Films d'animation dans lesquels apparaît un robot
- 1933 : Flip la grenouille, le héro achète un robot pour effectuer des tâches ménagères.
- 1937 : Inventions modernes, Donald Duck se bat contre un robot.
- 1941  : The Mechanical Monsters (studios Fleischer) où Superman y combat les dits monstres mécaniques.
- 1952 : Le docteur abuse, un savant fou souhaite mettre le cerveau de Bugs dans le corps d'un robot.
- 1979  : Goldorak, le montage des quatre premiers épisodes télévisuels exploité en salle.
- 1980  : Le Roi et l'Oiseau et son automate.
- 1984 : Budet laskovyy dozhd dans lequel un robot intelligent continue à faire comme si la famille dont il s'occupe est toujours en vie.
- 1986  : Le Château dans le ciel, les robots gardiens du château.
- 1999 : 
  -  : Le Géant de fer, un gamin et un robot se lient d'amitié.
  -  : Toy Story 2 dont l'un des antagonistes est l'empereur Zurg.
- 2001  : Metropolis et ses nombreux robots.
- 2002 : La Planète au trésor : Un nouvel univers, le personnage de B.E.N (Acronyme pour Bio Electro Navigateur).
- 2005 :  
  -  : Robots, un monde peuplé entièrement de robots.
  -    : Pinocchio le robot, en l'an 3000, dans la cité de Scamboville, Gepetto invente un prototype de robot ultra-performant.
- 2008  : WALL-E, le robot nettoyeur et solitaire.
- 2009    : Astro Boy, un chercheur décide de créer un robot à l'image de son fils décédé.
- 2011  : Tekken: Blood Vengeance, dérivé de la série de jeux vidéo Tekken.
- 2015  : Les Nouveaux Héros, le robot Baymax.

## Films dans lesquels apparaît un robot

### Avant les années 1950
- 1900 : Coppelia : La Poupée animée : le héro tombe amoureux d'une femme qui se révèle être un robot.
- 1911 : The Automatic Motorist, un robot sert de chauffeur à un scientifique.
- 1920 : The Master Mystery, un robot protège un cartel.
- 1921 : The Mechanical Man, un scientifique crée un robot qui possède une vitesse et une force surhumaines.
- 1927 : Metropolis, un double robotique du personnage de Maria (interprété par Brigitte Helm, une star du cinéma muet).
- 1933 : L'Irrésistible, un robot contrôle un tout nouveau système de vol.
- 1934 : Der Herr der Welt, un savant créé des robots pour effectuer les travaux les plus dangereux.
- 1935 : Mort d'une sensation, les robots RuR sont créer pour remplacer les ouvriers sur le travail à la chaine en usine.
- 1936 ; Flash Gordon, les Annihilants sont des robots soldats appartenant à Ming l'Impitoyable.

### Années 1950
- 1951  : Le Jour où la Terre s'arrêta et l'apparition du robot humanoïde Gort venant de l'espace.
- 1953  : Robot Monster, un robot qui veut détruire la Terre nommé Ro-Man.
- 1956  : Planète interdite, l'assistant du docteur Morbius ; Robby.
- 1957 : La Momia Azteca contra el Robot Humano, un savant fou crèe un robot.
- 1957  : L'âge de cristal, Le "silver ice robot" tente de congeler Logan et Jessica après qu'ils ont trouvé refuge dans sa grotte

### Années 1960
- 1965  : Voyage sur la planète préhistorique, John le robot.
- 1968   : 2001, l'Odyssée de l'Espace, un ordinateur de bord prénommé HAL 9000 doté d'une intelligence artificielle.

### Années 1970
- 1971  : THX 1138, les robots policiers.
- 1972  : Silent Running, les drones Huey et Dewey.
- 1973 
  -  : Godzilla vs Megalon, le guide Jet Jaguar.
  -  : Mondwest et son parc d'attractions peuplé de robots.
  -  : Woody et les Robots, une société gadgetisée dont la vie est réglée par des robots.
- 1977 
  -  : Star Wars : Épisode IV - Un nouvel espoir (La Guerre des étoiles), avec en particulier R2-D2 et C-3PO, animés par l'acteur nain anglais Kenny Baker et l'acteur Anthony Daniels.
  -  : Génération Proteus, sur le thème de l'homme qui construit la machine, qui construit l'homme, annihilant l'humanité.
- 1978   : Starcrash : Le Choc des étoiles, Elias le robot.
- 1979 
  -   : Alien - Le huitième passager et son androïde scientifique Ash.
  -  : Le Trou noir et ses robots Vincent, Bob et Maximilian.
  -  : Buck Rogers et son robot Twiki

### Années 1980
- 1980
  -  : Saturn 3, branché directement sur un cerveau humain ; Hector.
  -  : Star Wars : Épisode V - L'Empire contre-attaque.
- 1981  : Le Choc des Titans, la chouette mécanique ; Bubo.
- 1982  : Blade Runner et ses « réplicants ».
- 1983  : Star Wars : Épisode VI - Le Retour du Jedi.
- 1984 
  -   : Terminator et son androïde appelé le T-800.
  -  : Runaway : L'Évadé du futur et ses « déviants ».
- 1985 
  -  : Oz, un monde extraordinaire avec Tik-Tok.
  -   : D.A.R.Y.L., l'enfant-androïde se révèle être aussi l'investissement ambitieux du Pentagone.
- 1986
  -  : Numéro 5, le robot de Short Circuit et sa suite Appelez-moi Johnny 5. Ce robot, frappé par la foudre et ayant acquis des sentiments humains.
  -  : Shopping, trois robots devenus incontrôlables agressent des humains.
- 1987  : RoboCop, le robot policier. Robocop/Murphy restant un cyborg (donc un humain modifié).

### Années 1990
- 1990 
  -  : Total Recall, les robots taxi sur la planète Mars.
  -  : RoboCop 2, l'OCP a pour projet RoboCop 2, un nouveau cyborg et elle affronte des difficultés à trouver un bon sujet pour la cybernétisation.

- 1991  : Terminator 2 : Le Jugement dernier, le T-1000, l'androïde le plus sophistiqué jamais conçu par Skynet.
- 1992  : RoboCop 3, l'OCP a été rachetée par une firme japonaise qui veut des « résultats ».
- 1994  : American Cyborg: Steel Warrior, une jeune femme enceinte est traquée par un tueur androïde et indestructible.
- 1995  : Judge Dredd, le vieux guerrier bactério.
- 1997 
  -  : Alien, la résurrection, le gynoïde Annalee Call.
  -  : Austin Powers, Austin doit lutter contre des « femmes robots ».
- 1999
  -  : Matrix et ses machines qui contrôlent le monde réel.
  -  : Star Wars : Épisode I - La Menace fantôme.

### Années 2000
- 2000   : L'Homme bicentenaire et son robot domestique NDR-114.
- 2001  : A.I. Intelligence artificielle et ses « mécas ».
- 2002  : Star Wars : Épisode II - L'Attaque des clones.
- 2003
  -  : Terminator 3 : Le Soulèvement des machines, un énième modèle de Terminator, baptisé T-X, est envoyé par Skynet.
  -  : Matrix Revolutions et ses insectoïdes dans la ville des machines.
- 2004 
  -  : I, Robot, les soupçons d'un crime se tournent vers un des robots domestiques qui se nomme Sonny.
  -  : Et l'homme créa la femme, les femmes de la commune de Stepford sont remplacées par des robots dociles.
- 2005 
  -  : Hinokio, à la suite d'un accident, un enfant paralysé pilote à distance un robot qui vit sa vie.
  -   : H2G2 : Le Guide du voyageur galactique, le robot Marvin est maniaco-dépressif.
  -  : Star Wars : Épisode III - La Revanche des Sith.
- 2007  : Transformers, la saga commence ainsi que l'adaptation cinématographique de la guerre entre les héroïques Autobots et les terribles Decepticons.
- 2008
  -  : Iron Man, un playboy milliardaire devient un cyborg lorsqu'il rentre dans son armure, adaptée à un électro-aimant placé sur son torse et alimenté par un générateur miniaturisé.
  -   : Sleep Dealer, des robots domestiques et des robots de chantier.
- 2009 
  -  : Terminator Renaissance, un nouveau type de Terminator, les T-800, intégrant des tissus vivants.
  -  : Star Trek et son robot policier qui interpelle le jeune James T. Kirk.
  -  : Transformers 2 : La Revanche, suite sur l'adaptation d'une série de dessins animés américains des années 1980.
  -  : Clones, dans une société futuriste où le commerce des « clones pilotés mentalement » est en plein développement.

### Années 2010
- 2010 
  -  : Robot, avec Endhiran, un robot androïde qui a la capacité de comprendre et de générer des émotions humaines.
  -  : Iron Man 2, le super-vilain Whiplash a réussi à construire des drones de combats ; humanoïdes de métal.
- 2011 
  -  : Real Steel, les robots boxeurs s'affrontent dans des combats sur ring.
  -  : Sucker Punch, les robots de combat pour la protection d'un train.
  -  : Transformers 3 - La Face cachée de la Lune, les Decepticons attendent sur la Face cachée de la Lune afin d'envahir la Terre.
- 2012 
  -   : Eva, Alex Garel a un projet de création d'une nouvelle ligne d'enfants-robots.
  -  : Prometheus, l'androïde David.
  -  : Total Recall : Mémoires programmées, une armée de policiers-robots.
  -  : Robot and Frank, robot humanoïde programmé pour veiller sur une personne âgée.
- 2013 
  -   : Iron Man 3, les armures de Tony Stark sont programmées pour agir de manière autonome, il peut aussi les diriger par la pensée.
  -  : Pacific Rim, des robots géants appelés "les Jaeger", pilotés conjointement à deux par connexion neuronale, affrontent de redoutables Kaiju.
  -  : Robosapien: Rebooted, l'adaptation cinématographique sur le robot-jouet du nom de Robosapien.
  -    : Man of Steel, les serviteurs domestiques sur la planète Krypton.
  -  : Elysium, « les droïdes » protègent la minorité privilégiée.
  -   : Wolverine : Le Combat de l'immortel, le Samouraï d'argent s'avère être dans cette adaptation, un imposant cyborg.
- 2014 
  -  : RoboCop, l'opinion publique américaine est opposée à la présence de robots dans les forces de l'ordre qui opèrent sur son territoire.
  -  : X-Men: Days of Future Past, les Sentinelles créés pour protéger les humains et détruire les mutants.
  -  : Transformers : L'Âge de l'extinction, l'apparition des Dinobots dans cet épisode de la saga Transformers.
  -   : Interstellar, les robots CASE et TARS, dotés d'une I.A presque similaire à un être humain.
- 2015 
  -  : Chappie, un robot doté d'une conscience et capable d'apprendre comme un enfant.
  -  : Avengers : L'Ère d'Ultron, Tony Stark a créé Ultron, une intelligence artificielle capable d'augmenter seule ses capacités.
  -  : À la poursuite de demain, la jeune audio-animatronic Athena est une recruteuse venue du futur.
  -  : Ex Machina, Ava est un robot féminin doté d’une intelligence artificielle.
  -  : Terminator: Genisys, SkyNet prépare un nouveau plan, la guerre contre les machines continue.
- 2017  : Star Wars, épisode VIII : Les Derniers Jedi, C-3PO, R2-D2 et beaucoup d'autres.